# ウィリアム・オクパラ
ウィリアム・オクパラ（William Nwadinobi Okpara、1968年5月7日 - ）は、ナイジェリアの元サッカー選手。元ナイジェリア代表。ポジションはゴールキーパー。

## 来歴
1996年12月にナイジェリア代表デビュー。出場機会は無かったが1998 FIFAワールドカップのメンバーにも選ばれた。ナイジェリア代表で6試合に出場した。

## 代表歴

### 出場大会
- ナイジェリア代表
  - 1998 FIFAワールドカップ

### 試合数
- 国際Aマッチ 6試合 0得点（1996年-1998年）[1]

| ナイジェリア代表 | 国際Aマッチ | 国際Aマッチ |
| 年               | 出場        | 得点        |
| ---------------- | ----------- | ----------- |
| 1996             | 1           | 0           |
| 1997             | 2           | 0           |
| 1998             | 3           | 0           |
| 通算             | 6           | 0           |